# 12-та армія (РСЧА)
12-та армія РСЧА — загальновійськова армія, яка існувала з 1918 по 1920 рік.

## Історія
12-та армія 1919—1920 — загальновійськове об'єднання Робітничо-Селянської Червоної Армії, сформоване 13 червня 1919 за постановою Реввійськради Республіки від 4 червня 1919 з частин  1-ї і 3-ї українських радянських армій Українського фронту. Входила до складу Західного фронту,  з  17 жовтня 
1919  -  Південного фронту, з  10  січня  1920  -  Південно-Західного фронту,  з  14 серпня -  знову  Західного фронту,  з  27 вересня  1920 - знову Південно-Західного фронту. Д.а. складали: 1-ша українська радянська дивізія, 7-ма, 24-та, 25-та, 44-та, 45-та, 46-та, 47-ма, 57-ма, 58-ма, 60-та стрілецькі дивізії; 9-та й 17-та кавалерійські дивізії.
У червні–серпні 1919 Д.а. вела бої в зах. та півд. районах України. На півдні — з денікінцями (див. Денікіна режим в Україні 1919—1920), на заході — з військами Директорії УНР і польськими формуваннями. У зв'язку з загрозою оточення денікінцями 14 серп. створено Південну групу військ Д.а. (45-та, 47-ма і 58-ма стрілецькі дивізії), яка здійснила 400-кілометровий похід по тилах Армії Української Народної Республіки та Збройних сил Півдня Росії від Одеси до Житомира.
У вересні–жовтні 1919 тримала оборону проти денікінців на обох берегах Дніпра на північ від Києва, складаючи Правобережну і Лівобережну групи військ. У листопаді перейшла в наступ, 6 листоп. 1919 зайняла Чернігів, 16 грудня 1919 — Київ.
У квітні 1920 прийняла на себе головний удар польських військ (див. Польсько-радянська війна 1920) і відійшла на Лівобережжя. Брала участь у контрнаступі військ Південно-Західного фронту (Київська, Ровенська, Львівська наступальні операції). Розформована  25 грудня 1920.

## Склад
- 7-а дивізія
- 24-а дивізія
- 25-а дивізія
- 44-а дивізія
- 45-а дивізія
- 46-а дивізія
- 47-а дивізія
- 58-а дивізія
- 60-а дивізія
- 9-а кавдивізія
- 17-а кавдивізія

## Командування
Командувачі: М.Семенов, С.Меженінов, Г.Восканов, М.Кузьмін, М.Лісовський.
Начальники  штабу:  послідовно  Г.Я.Кутирєв,  В.К.Сєдачов,  М.В.Молкочанов,  В.Д.Латинін,  І.Д.Моденов.
Членами  Реввійськради  у   різний  час  були:  С.І.Аралов,  А.Я.Семашко, Н.Н.Кузмін,  А.К.Сафонов,  Н.І.Муралов,  Сєрафімов,  В.П.Затонський,  В.В.Косіор,  О.Я.Шумський, 
П.П.Ткалун.